# Tyger (Automarke)
Tyger war eine brasilianische Automarke.

## Markengeschichte
Ein Unternehmen aus João Pessoa stellte etwa zur Jahrtausendwende Automobile her. Der Markenname lautete Tyger.

## Fahrzeuge
Das einzige Modell 2000 war ein VW-Buggy. Die offene türlose Karosserie bestand aus Fiberglas. Hinter den vorderen Sitzen war eine Überrollvorrichtung, die in einer Version mit einer Strebe mit dem Rahmen der Windschutzscheibe verbunden war. Eckige Scheinwerfer waren in die Fahrzeugfront integriert. Ein luftgekühlter Vierzylinder-Boxermotor von Volkswagen do Brasil war im Heck montiert und trieb die Hinterräder an.